# Bromelia
Genre
Classification phylogénétique
Bromelia est un genre de plantes tropicales américaines de la famille des Bromeliaceae. Il doit son nom au botaniste suédois Olof Bromelius (1639-1705).

## Liste d'espèces
Ce genre comprend environ 60 espèces :
- Bromelia agavifolia Brongn. ex Houllet
- Bromelia alsodes H.St.John
- Bromelia alta L.B.Sm.
- Bromelia antiacantha Bertol.
- Bromelia araujoi P.J.Braun, Esteves & Scharf
- Bromelia arenaria Ule
- Bromelia arubaiensis Ibisch & R.Vásquez
- Bromelia auriculata L.B.Sm.
- Bromelia balansae Mez
- Bromelia binotii E.Morren ex Mez
- Bromelia braunii Leme & Esteves
- Bromelia charlesii P.J.Braun, Esteves & Scharf
- Bromelia chrysantha Jacq.
- Bromelia eitenorum L.B.Sm.
- Bromelia epiphytica L.B.Sm.
- Bromelia estevesii Leme
- Bromelia exigua Mez
- Bromelia flemingii I.Ramírez & Carnevali
- Bromelia fosteriana L.B.Sm.
- Bromelia fragilis L.B.Sm.
- Bromelia glaziovii Mez
- Bromelia goeldiana L.B.Sm.
- Bromelia goyazensis Mez
- Bromelia grandiflora Mez
- Bromelia granvillei L.B.Sm. & Gouda
- Bromelia gurkeniana E.Pereira & Moutinho
- Bromelia hemisphaerica Lam.
- Bromelia hieronymi Mez
- Bromelia horstii Rauh
- Bromelia humilis Jacq.
- Bromelia ignaciana R.Vásquez & Ibisch
- Bromelia interior L.B.Sm.
- Bromelia irwinii L.B.Sm.
- Bromelia karatas L.
- Bromelia laciniosa Mart. ex Schult. & Schult.f.
- Bromelia lagopus Mez
- Bromelia legrellae (E.Morren) Mez
- Bromelia lindevaldae Leme & Esteves
- Bromelia macedoi L.B.Sm.
- Bromelia minima Leme & Esteves
- Bromelia morreniana (Regel) Mez
- Bromelia nidus-puellae (André) André ex Mez
- Bromelia oliveirae L.B.Sm.
- Bromelia palmeri Mez
- Bromelia pinguin L.
- Bromelia poeppigii Mez
- Bromelia redoutei (Baker) L.B.Sm.
- Bromelia regnellii Mez
- Bromelia reversacantha Mez
- Bromelia rondoniana L.B.Sm.
- Bromelia scarlatina (Henriq. ex Linden) E.Morren ex C.H.Morren
- Bromelia serra Griseb.
- Bromelia superba Mez
- Bromelia sylvicola S.Moore
- Bromelia tarapotina Ule
- Bromelia tessmannii Harms
- Bromelia trianae Mez
- Bromelia tubulosa L.B.Sm.
- Bromelia unaensis Leme & Scharf
- Bromelia urbaniana (Mez) L.B.Sm.
- Bromelia villosa Mez

## Utilisation commerciale du nom
Les fleuristes vendent couramment sous le nom de « bromélia » ou « bromelia » des plantes d'agrément qui appartiennent en fait à des genres voisins, notamment Guzmania, Vriesea et Aechmea.